# جولیان بلاستاین
جولیان بلاستاین (انگلیسی: Julian Blaustein؛ ۳۰ مه ۱۹۱۳ – ۲۰ ژوئن ۱۹۹۵) یک تهیه‌کننده اهل ایالات متحده آمریکا بود.

## فیلم‌شناسی
- Broken Arrow (۱۹۵۰)
- Mister 880 (۱۹۵۰)
- Half Angel (۱۹۵۱)
- روزی که دنیا از حرکت بازماند (۱۹۵۱)
- Don't Bother to Knock (۱۹۵۲)
- The Outcasts of Poker Flat (۱۹۵۲)
- دزیره (۱۹۵۴)
- Storm Center (۱۹۵۵)
- کابوی (۱۹۵۸)
- Bell Book and Candle (۱۹۵۸)
- Two Loves (۱۹۶۱)
- چهار سوار سرنوشت (۱۹۶۲)
- خارطوم (۱۹۶۶)
- Three into Two Won't Go (۱۹۶۹)